# Блера
Блера (на италиански: Blera) е град и община в Централна Италия.

## География
Градът се намира в провинция Витербо на област (регион) Лацио. На около 15 км северно от Блера се намира
провинциалният център град Витербо. Население 3313 жители от преброяването през 2008 г.

## Личности
Родени
- Сабиниан (неизв.-606), римски папа